# OMXC20
OMXC20 (OMX Copenhagen 20) to indeks giełdowy spółek notowanych na Giełdzie Papierów Wartościowych w Kopenhadze (Copenhagen Stock Exchange); wchodzi w skład grupy OMX. Wartość indeksu oblicza się na podstawie cen akcji 20 największych spółek.

## Skład indeksu
- Bang & Olufsen
- Carlsberg
- Coloplast(inne języki)
- Danske Bank
- Danisco(inne języki)
- DSV
- FLSmidth & Co.(inne języki)
- GN Store Nord(inne języki)
- Jyske Bank(inne języki)
- Lundbeck
- A.P. Møller-Maersk
- Nordea
- Novo Nordisk
- Novozymes
- Sydbank(inne języki)
- Topdanmark(inne języki)
- D/S Torm(inne języki)
- TrygVesta(inne języki)
- Vestas Wind Systems
- William Demant